# Yali-Bewegung
Die Yali-Bewegung (auch: Yali-Letub-Bewegung) war in den Jahren 1946 bis 1955 eine kultische Aufbruch-Bewegung, ausgehend von der Rai-Küste in Papua-Neuguinea. Sie begann unter ihrem Führer Yali Singina als Cargo-Kult und wandelte sich ab 1948 sukzessive zu einer Religion. Die Bewegung entstand unter dem Eindruck stattgehabter Kriegserlebnisse, entwickelte aber auch fordernde, soziale und politische Elemente, die sich gegen das koloniale Machtmonopol stellten und Selbstverwaltungs- und Wirtschaftsbeteiligung einforderten. In der Hoffnung, einen Umbruch der bestehenden Verhältnisse herbeiführen zu können und Papua aus der Armut zu führen, richtete man sich teils deutlich anti-missionarisch aus, teils millenarisch erwartungsvoll, mithin dem Glauben an das nahe Ende der gegenwärtigen Welt anhängend. Von Yali Singina erhoffte man sich, dass er Papua-Neuguinea in eine Ära industriellen Wohlstands führen werde.

## Geschichte
Die Bewegung konnte sich ab den Jahren 1939/1940 entwickeln, weil sie durch die australische Administration geduldet wurde und die von Yali Singina gebildeten Patrouillen zuließ. Für den als Sergeant Major aus dem Krieg zurückgekehrten, eingeborenen Yali erwies es sich als günstig, dass er von australischer Seite sogar damit beauftragt wurde, im nördlichen Teil der Provinz Madang Wiederaufbauprogramme der Regierung zu propagieren. Da Yali in der Kolonialzeit als Hilfspolizist in der Region mit den Machthabern kooperiert hatte, sich später aber aus Enttäuschung deutlich gegen den Kolonialismus positionierte, war man sich seines großen Einflusses in seiner Herkunftsregion an der Rai-Küste bewusst, so dass man die um ihn formierte Bewegung gewähren ließ.
Der Letub-Kult war zunächst ein traditioneller Kult. Vermischt wurde dabei der überlieferte Schöpfungsmythos mit Elementen der biblischen Geschichte um die Enterbung Noachs Sohn Ham. Dieser Kult-Ansatz erklärte die Tatsache, warum die Weißen das Cargo besaßen und die Papuas nicht. Mitte der 1940er Jahre kursierten Mythen, welche große Mengen von europäischen industriellen Gütern (cargo) für Papua-Neuguinea prophezeiten und einen damit versehenen hohen Lebensstandard. Missionare wie Administrativbeamte registrierten die damit verbundenen Aktivitäten der Einheimischen und prägten den Begriff des Cargo Kults. Yali maß dem zunächst keine Bedeutung zu. In seiner Enttäuschung über das Christentum und die Weißen wurde er 1946 allerdings zum Cargo-Demagogen.
Mit diesen Phänomenen befasste sich seit den 1950er Jahren eingehend der  Anthropologe Peter Lawrence. Er verfolgte mehrere aufeinander folgende Phasen von cargo-Glaubensvorstellungen bis ins Jahr 1871 zurück. Die Yali-Bewegung manifestierte einen Höhepunkt, weil durch sie der Tambaran-Kult zur Verehrung der Ahnengeister, der durch missionarische Einflüsse bereits aufgegeben schien, allerdings mit der Vorstellung um materiell-weltliche Dinge – wie in Übersee produzierte, annehmliche Güter – durch Riten herbeibeschworen wurde.
Yali Singina und die Anhänger aus seinem Dorf Sor, die seit den 1930er Jahren von der katholischen Societas Verbi Divini (S.V.D.) missioniert wurden, und die Nachbarn aus dem neu aufgebauten Dorf Yabilol führten Riten durch, bei denen die Häuser ausgeschmückt wurden und Speiseopfer zur Anrufung von Gottheiten und Totengeistern dargebracht wurden. Monatelang wurden – auch in Küsten- und Bergregionen, die zum Einzugsgebiet verschiedener lutherischer Kongregationen gehörten – gabu-Zeremonien (nächtliche Tanzfeste mit Schallrohr-Blasmusik) zur Beauftragung der Ahnengeister durchgeführt. Die australische Obrigkeit vermutete Übergriffe der Cargo-Kult-Aktivitäten und damit negative Auswirkungen auf die Missionstätigkeit durch die offiziellen Patrouillen, womit sie recht behielt. Peter Lawrence äußerte:

„At each village, he gave an address of roughly the same kind as already described, urging the people to abondon Christianity and receive the old region with the aim of getting cargo“

Andere Handlungsanweisungen des Yali hatten keinerlei Anklänge an cargo cults. Sie bestanden in ordnend-aktiven Prozessen. Viele Einwohner lebten in kleinen Weilern. In seinen „Schulungen“ beauftragte er die Menschen zusammenzugehen und in größeren Dörfern zu siedeln. Es solle darauf geachtet werden, ein harmonisches Dorfbild und hygienische Bedingungen zu schaffen, denn anlässlich einer Australien-Reise hatte er die hygienischen Lebensverhältnisse der Weißen kennengelernt, die er zum Ordnungsmaßstab deklarierte. Herkömmliche Fehden, die Streit, Kampf und Schadensmagie erzeugen, seien aufzugeben. Eigene agrarische Produkte sollten auf Märkten abgesetzt werden, die zu organisieren waren. Ein überwachtes Schul- und Ausbildungswesen sollte Bildung und Marktwert fördern. Yali Singina überschritt dabei aber seine rechtlichen Befugnisse. Eine eigene Armee und Polizei (bos boi) erleichterten ihm maßregelndes Verhalten.

## Verurteilung Yalis
Wegen eigenmächtiger Ausübung richterlicher Gewalt wurde Yali 1950 vom höchsten Gericht in Medang belangt. Der Vorwurf bestand darin, dass er gegen mehrere Personen Haftstrafen verhängt und zudem dazu angestiftet habe, eine Frau zu vergewaltigen. Das Urteil lautete auf 6 Monate wegen Freiheitsberaubung und 6 Jahre wegen des Vergewaltigungsdeliktes. 1955 kam er vorzeitig aus dem Gefängnis zurück. Seine Haft hatte er in Lae verbüßt. Die Schar seiner Anhänger hatte sich entgegen den Hoffnungen Australiens vermehrt und alsbald fanden sich erneut Besucher aus entlegenen Regionen der Provinz Madang im Heimatort Yali Singinas ein.

## Die weitere Entwicklung der Yali-Bewegung
Die von Yali verkündeten Unterweisungen wurden wie Gesetze befolgt. Sogenannte lo bos (Gesetzesleute) überwachten den lo bilong Yali. Das eingeführte Blumenritual führte zu plana meri, einem besonderen Kult der Blumenfrauen. Dieser in den 1940er Jahren gepflegte Brauch gipfelte darin, dass Geschlechtsverkehr mit Yali Singina zum Insignium besonderer Würde wurde.

## Politische Karriere
Yalis Versuche, 1964 und 1968 durch seine Kandidatur bei den nationalen Wahlen für das House of Assembly eine politische Karriere einzuschlagen, scheiterten. Dass der Staat im Jahr 1975 seine Unabhängigkeit erlangte, wurde gleichwohl Yali Singina zugeschrieben. Nach seinem Tod wurden zwei weitere Bewegungen ins Leben gerufen.